# Air Jamaica
Air Jamaica (chính thức là Caribbean Airlines-Air Jamaica Transition Limited) là hãng hàng không quốc gia hiện hành của Jamaica. Đó là đã được sở hữu và điều hành bởi Caribbean Airlines kể từ ngày 26 tháng 5 năm 2011. Hãng hàng không, trụ sở chính tại Piarco, Trinidad và Tobago cũng có các văn phòng hành chính đặt tại sân bay quốc tế Norman Manley ở Kingston, Jamaica. Hãng hàng không là phần lớn thuộc sở hữu của Caribbean Airlines, trong khi chính phủ của Jamaica có 16% cổ phần.

## Lịch sử
Air Jamaica được thành lập vào tháng 10 năm 1968 và bắt đầu hoạt động vào ngày 1 tháng 4 năm 1969, kết nối Kingston và Montego Bay, với New York và Miami. Vào thời điểm đó, chính phủ Jamaica sở hữu một phần đáng kể của hãng hàng không, với Air Canada sở hữu một cổ phần nhỏ và cung cấp kỹ thuật, bảo dưỡng và trợ giúp hậu cần.
Trong những năm 1970, Air Jamaica mở rộng nhanh chóng. Các tuyến bay bổ sung đến Toronto và Montreal ở Canada, đến sân bay quốc tế Luis Muñoz Marín ở Puerto Rico, đến Philadelphia và nhiều điểm đến khác, đặc biệt là vùng biển Caribbean. Dịch vụ đường dài tới châu Âu được bắt đầu vào ngày 01 tháng 4 năm 1974. Air Jamaica sử dụng máy bay Douglas DC-8 cho một phần lớn của những năm 1970, nhưng các máy bay McDonnell Douglas DC-9 và máy bay phản lực Boeing 727 đã trở thành một phần của đội tàu bay cho đến cuối thập kỷ khi chính phủ mua lại thị phần nhỏ của Air Canada. Trong những năm 1980, tăng trưởng chậm lại. Tuy nhiên, các tuyến đường mới được mở ra để Baltimore và Atlanta..